# Litozamia subtropicalis
Litozamia subtropicalis is een slakkensoort uit de familie van de Muricidae. De wetenschappelijke naam van de soort is voor het eerst geldig gepubliceerd in 1913 door Tom Iredale.